# Crayon Shin-chan - Densetsu o yobu - Odore! Amigo!
Crayon Shin-chan - Densetsu o yobu - Odore! Amigo! (クレヨンしんちゃん 伝説を呼ぶ 踊れ!アミーゴ!?, Kureyon Shin-chan - Densetsu o yobu - Odore! Amīgo!), letteralmente "Crayon Shin-chan - Evocare la leggenda - Balla, amigo!", è un film d'animazione del 2006 diretto da Yūji Mutō.
Si tratta del quattordicesimo film basato sul manga e anime Shin Chan. Come per gli altri film di Shin Chan, non esiste un'edizione italiana del lungometraggio.

## Personaggi e doppiatori
| Personaggio       | Doppiatore      |
| ----------------- | --------------- |
| Shinnosuke Nohara | Akiko Yajima    |
| Hiroshi Nohara    | Keiji Fujiwara  |
| Misae Nohara      | Miki Narahashi  |
| Himawari Nohara   | Satomi Koorogi  |
| Masao Sato        | Mie Suzuki      |
| Nene Sakurada     | Tamao Hayashi   |
| Tooru Kazama      | Mari Mashiba    |
| Boo               | Chie Satou      |
| Buriburizaemon    | Kaneto Shiozawa |
| Midori Yoshinaga  | Yumi Takada     |
| Ume Matsuzaka     | Michie Tomizawa |
| Enchiyou          | Rokurō Naya     |

## Distribuzione

### Edizioni home video
In Giappone il film è stato distribuito in DVD il 24 novembre 2006.